# Singapore Airlines

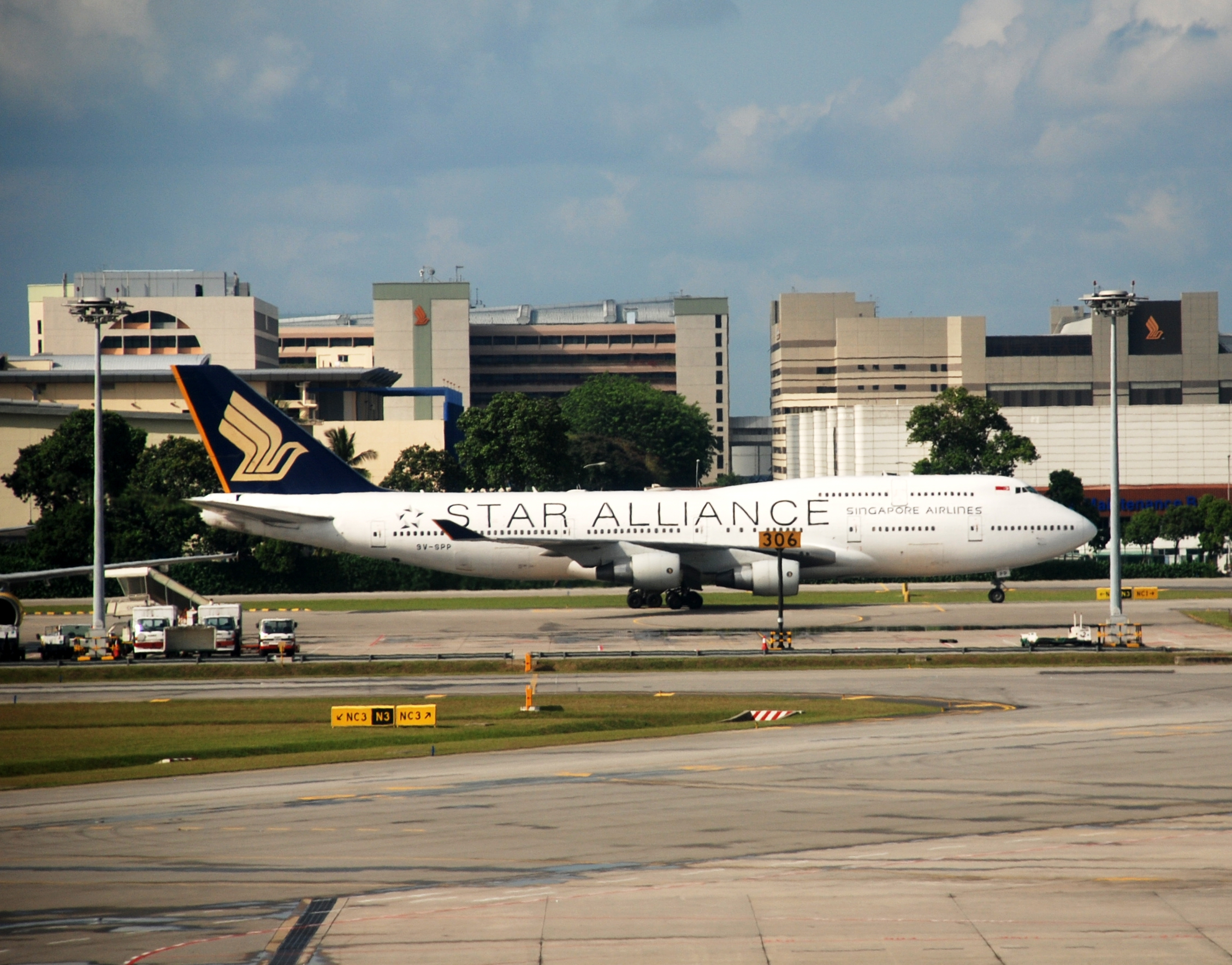
Головний офіс Singapore Airlines

Singapore Airlines (SIAL) — національна авіакомпанія Сінгапуру, утворена 1 травня 1947 року. Первісна назва — Malayan Airways. Кілька років поспіль отримує п'ять зірок з п'яти можливих від консалтингової компанії Skytrax.

## Діяльність компанії
Singapore Airlines виконує рейси в 90 аеропортів 40 країн світу.
Базовим для авіакомпанії є аеропорт Чангі — основний цивільний аеропорт міста Сінгапур. Більшість рейсів виконується саме з цього аеропорту. Флот авіакомпанії включає 100 повітряних суден та представлений лише далекомагістральними широкофюзеляжними літаками Airbus А340-500, А380, а також Boeing 777–200 (200ER), 777–300 (300ER) та 747–400. Більшість літаків має трикласну (перший, бізнес, економ) компоновку салону, частина літаків Boeing 777–200 використовується в двокласному (бізнес та економ) компонуванні. Виконуючи переважно трансконтинентальні рейси, авіакомпанія приділяє особливу увагу комфорту пасажирів, зокрема надає більше місця для пасажирів економ-класу, в першому та бізнес-класі є крісла-ліжка, що повністю розкладаються (full flat bed), широкий вибір розважальних програм, доступних через індивідуальний монітор у кожному класі. Тобто авіакомпанія орієнтується на пасажирів, що віддають перевагу квиткам за вищою ціною в обмін на комфорт на борту.
Розташування базового аеропорту авіакомпанії в м. Сінгапурі надає можливості здійснювати безпосадочні перельоти з Європи у країни Південно-Східної Азії та Австралії. Проте авіакомпанія не має можливості здійснювати безпосадочні перельоти до великих міст США через занадто велику відстань. Планується запустити на цьому напрямку далекомагістральні літаки, обладнані лише салоном бізнес-класу, що дозволить значно знизити злітну вагу літака й відповідно збільшити запас палива.
Авіакомпанія була першою, яка запустила в комерційну експлуатацію новий двопалубний літак Аеробус A380.

## Маршрутна мережа

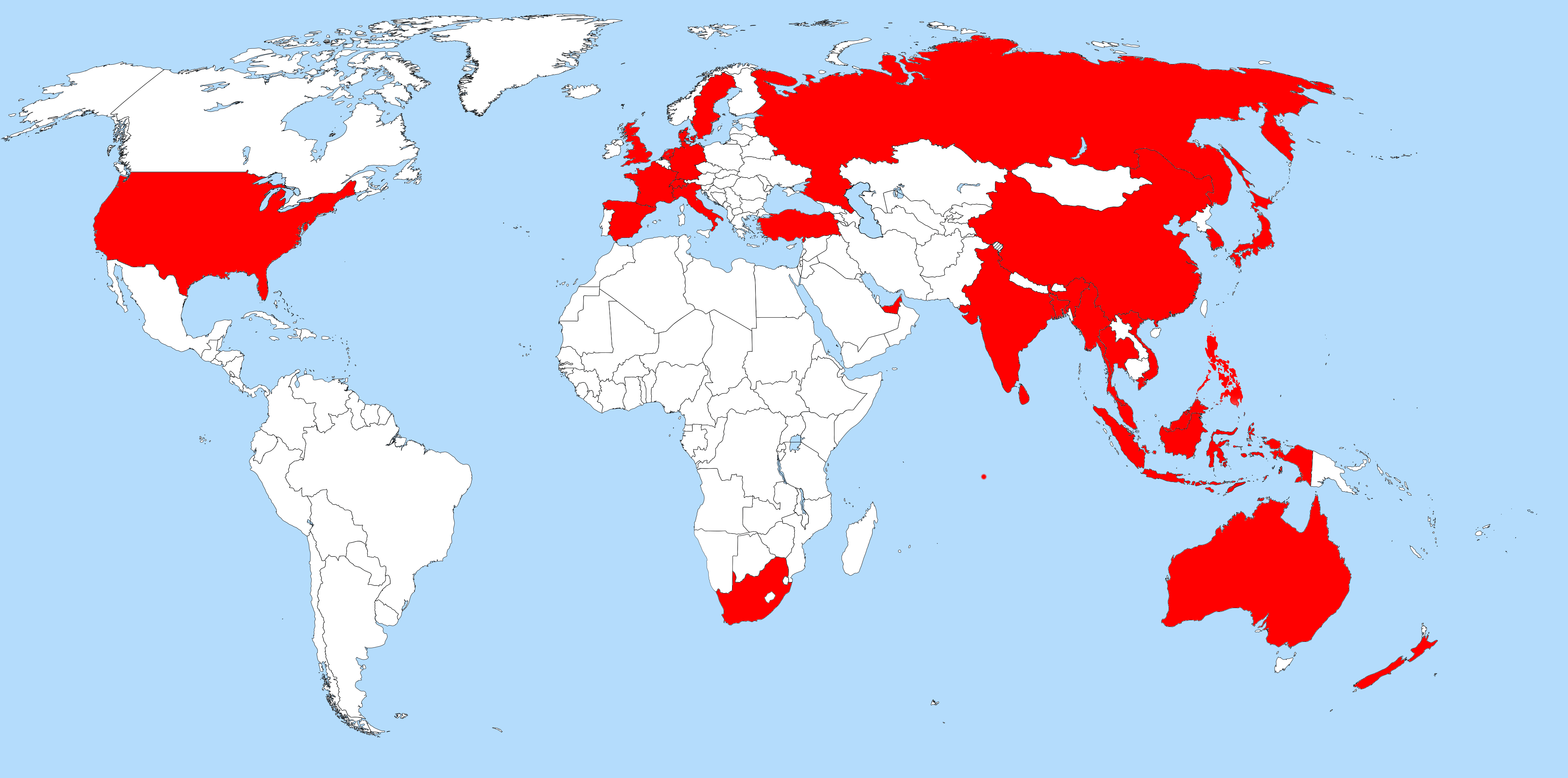
Singapore Airlines здійснює польоти в 65 пунктів призначення в 35 країнах із п'яти частин світу

Singapore Airlines літає в 65 пунктів призначення в 35 країнах у 5 частинах світу зі свого основного аеропорту в Сінгапурі. Має сильні позиції в Південно-Східній Азії, де разом зі своєю дочірньою компанією SilkAir з'єднує Сінгапур з більшою кількістю міжнародних пунктів призначення, ніж будь-яка інша авіакомпанія Південно-Східній Азії.

## Флот

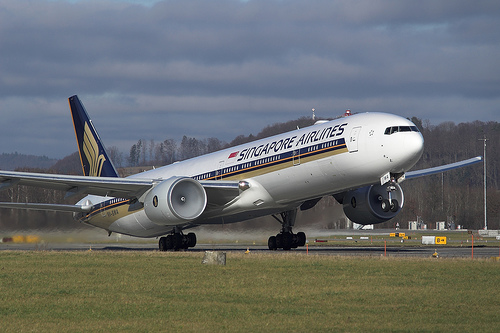
SIA Boeing 777-300ER

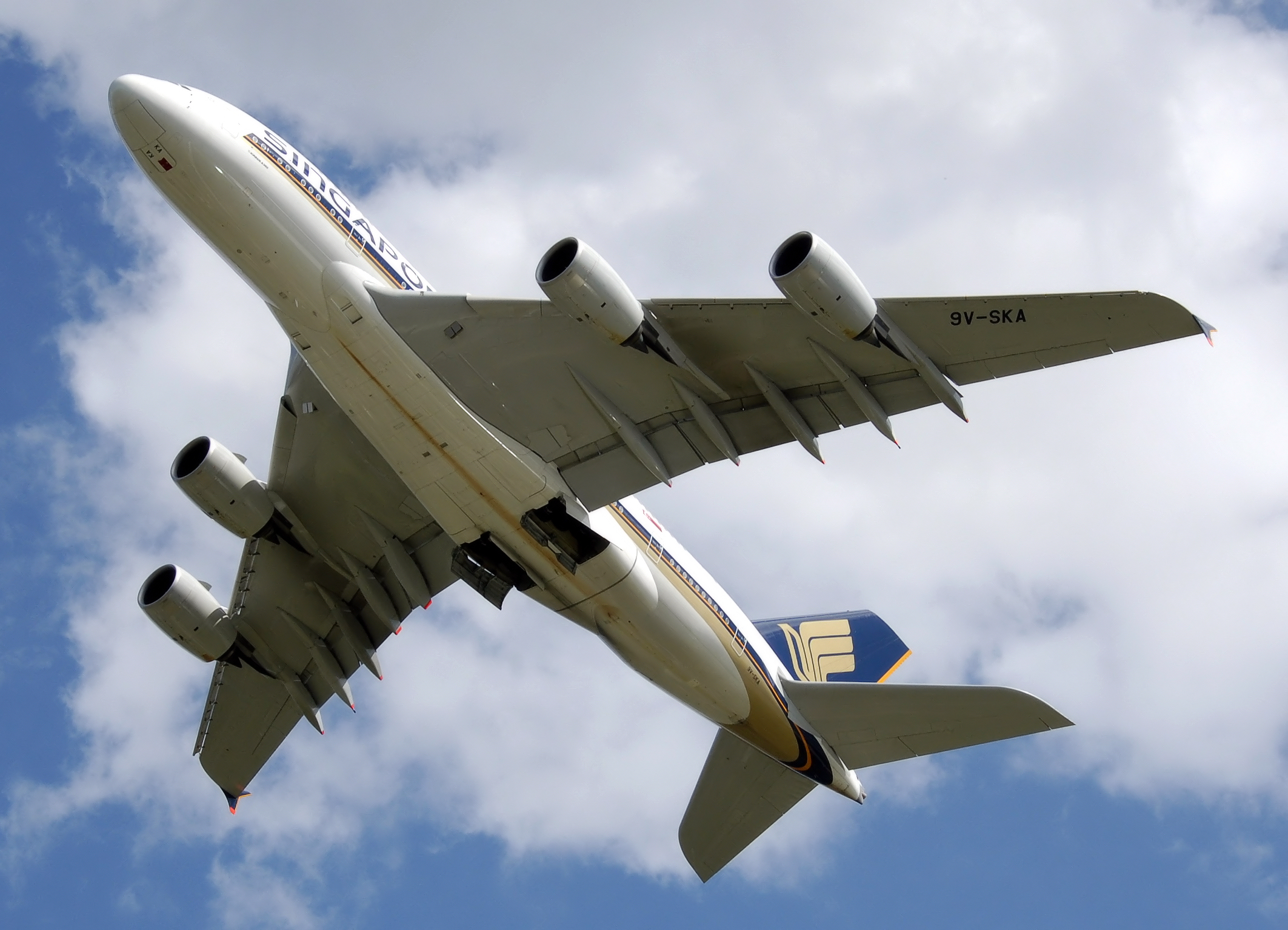
Airbus A380-841 «Singapore Airlines» стартує в лондонському Хітроу

Singapore Airlines експлуатує широкофюзеляжні літаки чотирьох версій: Airbus A330, Boeing 777, Аеробус A380 та Airbus A340. Відповідно до своєї політики мати якомога сучасніший парк літаків, авіакомпанія часто оновлює свій повітряний флот. На 2012 рік середній вік її літаків становив 6 років і 3 місяці.
Повітряний флот Singapore Airlines на 1 травня 2014 року:
| Літаки           | В експлуатації | Замовлення | Опціони | Пасажири | Пасажири                       | Пасажири    | Пасажири    | Пасажири                   | Примітки                   |
| Літаки           | R              | Замовлення | Опціони | F        | C                              | Y           | Усього      |                            | Примітки                   |
| ---------------- | -------------- | ---------- | ------- | -------- | ------------------------------ | ----------- | ----------- | -------------------------- | -------------------------- |
| Airbus A330-300  | 27             | 7          | —       | —        | —                              | 30          | 255         | 285                        |                            |
| Airbus A350-900  | —              | 70         | 20      | TBA      | EIS: 2015. Замінять 777-200ER. |             |             |                            |                            |
| Airbus A380-800  | 19             | 5          | 1       | 12       | 60 86                          | 399 311     | 471 409     |                            |                            |
| Boeing 777–200   | 17             | —          | —       | —        | 42 30 38                       | 234 293 228 | 288 323 266 | Всі літаки були 777-200ER. |                            |
| Boeing 777-200ER | 12             | —          | —       | —        | —                              | 30 26       | 255 245     | 285 271                    | Буде замінено Airbus A350. |
| Boeing 777–300   | 7              | —          | —       | —        | 8                              | 50          | 226         | 284                        |                            |
| Boeing 777-300ER | 22             | 5          | —       | —        | 8                              | 42          | 228         | 278                        |                            |
| Boeing 787-10    | —              | 30         | —       | TBA      | TBA                            | TBA         | TBA         | TBA                        | EIS: 2018–2019             |
| Total            | 104            | 117        | 21      |          |                                |             |             |                            |                            |